# Râul Tutova
Râul Tutova este un curs de apă, afluent al râului Bârlad. Curge de la nord la sud prin partea de nord-est a județului Bacău și apoi prin partea de vest a județului Vaslui. 
Izvorăște din pădurea Fundu Tutovei și curge spre sud-est prin satele Plopana și Budești, apoi pe la est de Rusenii de Sus și Rusenii Răzeși. Continuă prin Străminoasa apoi intră în județul Vaslui pe lângă Vladia, pe lângă Dragomirești, printre Băbuța și Semenea apoi prin Rădeni. Curge spre sud până aproape de satul Mărășești apoi iarăși pe direcția sud-est pe la vest de Fântânele, est de Cristești și apoi trece prin Puiești și Iezer. Curge apoi spre sud pe la vest de Hălărești, printre Iana și Vadurile și la est de Bogești. Lângă Pogana formează lacul de acumulare Cuibul Vulturilor. Curge mai departe spre sud pe la vest de Crângu Nou și prin Ciocani apoi la est de Podu Petriș. Continuă spre sud prin Ivești, pe langă Pogonești apoi pe langă Polocin, trece printre Tutova și Coroiu apoi se varsă în râul Bârlad.